# Gmina związkowa Römerberg-Dudenhofen
Gmina związkowa Römerberg-Dudenhofen (niem. Verbandsgemeinde Römerberg-Dudenhofen) – gmina związkowa w Niemczech, w kraju związkowym Nadrenia-Palatynat, w powiecie Rhein-Pfalz. Siedziba gminy związkowej znajduje się w miejscowości Dudenhofen. Powstała 1 lipca 2014 z połączenia gminy bezzwiązkowej Römerberg z gminą związkową Dudenhofen.

## Podział administracyjny
Gmina związkowa zrzesza cztery gminy wiejskie (Gemeinde):
1. Dudenhofen
2. Hanhofen
3. Harthausen
4. Römerberg.